# Schubotzia eduardiana
Schubotzia eduardiana és una espècie de peix de la família dels cíclids i de l'ordre dels perciformes present als llacs Edward i George, i canal Kazinga (Àfrica). Viu en zones de clima tropical.
Els mascles poden assolir 7,9 cm de longitud total.